# 雖然等級只有1級但固有技能是最強的
《雖然等級只有1級但固有技能是最強的》是三木奈沙所著的輕小說系列，2017年2月至2020年4月於成為小說家吧上連載。2017年8月起經講談社發行實體書，擔綱插圖。改編漫畫由2018年5月30日起，於漫畫網站「星期三的天狼星」（水曜日のシリウス）上連載，漫畫家是真綿。截至2022年5月，系列累積發行逾110萬冊。改編電視動畫由MAHO FILM擔任動畫製作，於2023年7月至9月播映。
本作漫畫入圍2021年電子漫畫大賞（電子漫畫大獎）（みんなが選ぶ!!電子コミック大賞）異世界部門提名名單。

## 故事概要
在黑心公司工作的佐藤亮太，回過神時發現來到了異世界。雖然等級上限只有1，但亮太卻擁有掉落率全都是S等級的超級固有技能，不斷通過技能來提升能力，即使等級只有1也要成為最強。

## 角色列表
佐藤亮太／尤達（聲：石川界人）
在黑心企業上班的25歲普通社畜，因過勞死轉移到異世界。特性是體力跟魔力全部都只有【F】（最弱）且等級永遠被固定在【1】（最低），但擁有名為【掉落技能・All S】（即掉落率全為S的最強固有技能），擁有“擊敗沒有掉落物品的怪物時，會掉落那個世界不存在的物品”的技能的持有者。通過不斷拾取地下城獲得屬性種子提升自己的最大屬性。狀態逐漸提升，獲得了滿是S級的超常狀態。為他人著想與誠實的性格，慢慢獲得許多夥伴。武器原本使用的是從愛蜜莉那裡借來的竹槍（在戰鬥中損壞），後來他從一隻大猩猩怪物（離群魔物）那裡獲得了槍腰帶、一把左輪手槍和一堆子彈；又再從另外一隻大猩猩怪物獲得第二把左輪手槍。此後繼續從離群魔物那裡獲得具有特殊能力的子彈，並在怪物的戰鬥中有效地使用它們。
特殊子彈的種類目前有冰凍、火焰、回復、追蹤等，將兩種不同的子彈同時擊出會有隨機融合的特殊效果。
愛蜜莉·布朗（聲：久住琳）
亮太穿越到異世界後初遇的治癒系美少女，家務全能，打掃衛生時，即使是最髒的房間也變得乾淨如新，做飯時，即使是最奇怪的菜餚也變得美味可口。擁有與可愛的外表不符的蠻力，能揮舞巨大的鐵錘戰鬥，攻擊力很高但速度不快。性格率真溫柔，但掉落率太低而賺不了多少錢，獨自住在地城中。與亮太相遇後告別了風餐露宿，兩人同居中。透過亮太獲得的特殊掉落物品，等級、狀態不斷提升，可以暫時提高掉落物的狀態，根據情況也可以進行有效利用。總是背在背上的背包裡裝著明顯比背包大的帳篷、家具等。
遇到黑色史萊姆（外觀酷似蟑螂）時會性格大變。
因為亮太獲得雙左輪手槍後變得威力強大，一直都很擔心他走上歪路，但都是她過多的擔憂而已。
伊芙·卡爾斯里德（聲：高野麻里佳）
穿著兔女郎裝的兔娘，視紅蘿蔔為命，尤其是非常喜歡亮太掉落的優質紅蘿蔔，口頭禪是「死亡or紅蘿蔔」。以「宰人兔」的稱號聞名，因為餵她難吃的蘿蔔而被殺的人不計其數。性格隨性，外表看起來不強大，但實力卓越，不使用武器，只用徒手戰鬥，以超高速連續數十次手刀攻擊一擊擊倒怪物，劈斷岩石等具有相當高的威力。植物的掉落率是D，自己只能得到質量較差的紅蘿蔔，相反動物的掉落率很高，經常掉落肉，一度被稱為“肉食兔”。憑藉亮太的暫時提升掉落狀態的藥水，能夠自己掉落優質紅蘿蔔，因此自己乞求成為了亮太家族的一員。
也因為她的關係，亮太在地城打獵掉落的優質紅蘿蔔在公會可以賣到不錯的高價。
艾露莎·蒙司（聲：渕上舞）
商店「燕子的報恩」的接待人員。是個身材及面容姣好的大美女，性格開朗且善良，是向對這個世界一無所知的亮太說明各種情報的存在。喜歡亮太並與他接吻，曾邀請他一起出去吃飯卻失敗了。
差點命喪於襲擊城鎮的離群魔物大猩猩的手中，被亮太救了一命。
瑟莉斯德（聲：大西沙織）
擁有黑色長髮的美麗女人。智力和精神均為A，但其他屬性較低，掉落率全部為F，無法成為冒險者。因為只會三級火焰魔法‘業火’一種魔法，而專門從事焚燒垃圾的工作，來避免垃圾產生離群魔物。即使因魔力耗盡仍繼續不休息地工作，得到了亮太幫助，之後一起行動。憑藉亮太打倒雙角獸得到的掉落物品「雙腳獸的金色雙角飾品」，能夠無限制的使用威力較小的一級魔法。
艾莉絲·仙境（聲：高尾奏音）
生於地牢的少女，其懷孕的母親在探索地牢時臨產，並生下孩子。擁有掌握地下城中怪物的位置並預測怪物出現的能力。等級上限為2，掉落率為E，其餘都是F。
依娜·米斯特拉爾（聲：東城日沙子）
商店「燕子的報恩」的接待人員。
葉莉可·梅西（聲：緒方惠美）
女性美食家，經過她認證的食物多會在饕客間大漲價。收購了亮太的美味竹筍及西瓜，隨後這兩樣食材在城市中變得相當轟動。
瑪格莉特（聲：桑原由氣）
與部下一起販賣空氣箱的身份不明的公主。儘管等級很高，但所有掉落狀態都是F，所以他們在做空氣裝入箱子販賣的手段。
奧爾頓（聲：中村浩太郎）
魔法推車店店主，在亮太的幫助下回家後，並免費贈送亮太一輛改造後的魔法推車，有著可以查看車中放入的物品的重量的特殊功能。
奧爾嘉（聲：福緒唯）
魔法推車店店主的女兒。
暴徒（聲：荒井勇樹）
把蔥帶到商店「燕子的報恩」的男人，脾氣暴躁又無知。艾露莎開出8400的價格，他卻說“10000是合適的價格”，然而當在場的亮太用魔法推車計算價格時，結果證明艾爾莎的說法是正確的。而後他想動用武力卻被實力狀態已經變成S的亮太輕鬆攔住，被亮太一巴掌擊飛後撞到牆壁暈了過去。
尼普頓（聲：下野紘）
席庫羅鎮最強大的家族領導者。聽說暴徒的騷亂後，他對亮太的力量感興趣，並安排一場扳手腕比賽，但亮太很輕鬆的獲勝了。
認同亮太的實力，想挖角亮太但是被他拒絕。
莉露（聲：赤崎千夏）
尼普頓家族的兩名女性成員之一。
蘭（聲：內田真禮）
尼普頓家族的兩名女性成員之一。
蕾娜·布朗（聲：名冢佳織）
愛蜜莉·布朗的母親。實力強大且性格溫柔，非常照顧自己的夥伴，同時也對戰鬥時不在狀況內的夥伴相當嚴厲，在一次與離群魔物的飛龍戰鬥中傷重不治。
塞魯·蘇德姆
小說第六卷出場。席庫羅鎮新任冒險者公會會長。十分崇拜亮太，甚至到了成為跟蹤狂的程度。作為公會會長十分優秀，而且精通權謀術數。
克李頓·葛雷（聲：鹽屋翼）
席庫羅鎮的地城長。喜歡吃甜的東西，以至於一下子就吞下了很多塊方糖。委託亮太競爭新地域的所有權。
阿達魯巴得（聲：赤羽根健治）
引起罷工的阿達魯巴得一行的頭目。為了提高掉落物品米的價格提高利潤，他們進行了罷工，但都被良太的睡眠彈（兩發回復彈）安眠並逮捕。否則一行人早就被尼普頓“殲滅”了。
迪克（聲：川田紳司）
席庫羅地域協會負責人。不希望地城的經營權被黑特羅市地域協會拿走，所以非常努力在爭取地城經營權，很感謝亮太的大力幫忙。
哈伯特（聲：緒方賢一）
黑特羅市地域協會的負責人。負責干擾稀有掉落物的收集。不希望地城的經營權被席庫羅地域協會拿走，所以千方百計阻撓。事後被尼普頓找上，尼普頓本來的目的是想跟亮太在地城一較高下結果都被阻撓攪亂，氣得尼普頓直接把他給「清算」了。
尤吉（聲：幸村惠理）
實力很強的冒險家，不過植物的掉落率是F。本性不壞，參加地城爭奪戰單純只是想混口飯吃而已。
安東尼奧（聲：朝田陽貴）
房地產的业务员。亮太正在考慮搬家以緩解瑟莉斯德魔法風暴帶來的頭痛，結果被介紹到了一棟能夠阻擋魔法風暴的房子。
黑色團隊（聲：立木文彦（隊長）、平井貴大（男性）、細川美菜子（女性））
隊長就像黑心企業公司的慣老闆一樣，用巧言對一男一女成員進行洗腦。兩人被隊長的口才所愚弄，不顧疲勞，魯莽的進行攻略地域。

## 出版書籍

### 輕小說
| 冊數 | 講談社         | 講談社                 |
| 冊數 | 發售日期       | ISBN                   |
| ---- | -------------- | ---------------------- |
| 1    | 2017年8月31日  | ISBN 978-4-06-365039-6 |
| 2    | 2017年12月27日 | ISBN 978-4-06-365047-1 |
| 3    | 2018年3月30日  | ISBN 978-4-06-511506-0 |
| 4    | 2018年8月31日  | ISBN 978-4-06-512964-7 |
| 5    | 2019年1月9日   | ISBN 978-4-06-514551-7 |
| 6    | 2019年5月2日   | ISBN 978-4-06-515660-5 |
| 7    | 2019年12月2日  | ISBN 978-4-06-518288-8 |
| 8    | 2023年8月2日   | ISBN 978-4-06-532785-2 |
| 9    | 2023年9月1日   | ISBN 978-4-06-533306-8 |

### 漫畫
| 冊數 | 講談社        | 講談社                 |
| 冊數 | 發售日期      | ISBN                   |
| ---- | ------------- | ---------------------- |
| 1    | 2019年1月9日  | ISBN 978-4-06-514229-5 |
| 2    | 2019年5月9日  | ISBN 978-4-06-515416-8 |
| 3    | 2019年12月4日 | ISBN 978-4-06-517842-3 |
| 4    | 2020年5月8日  | ISBN 978-4-06-519336-5 |
| 5    | 2020年10月9日 | ISBN 978-4-06-520819-9 |
| 6    | 2021年2月9日  | ISBN 978-4-06-522129-7 |
| 7    | 2021年7月8日  | ISBN 978-4-06-523687-1 |
| 8    | 2021年12月9日 | ISBN 978-4-06-526018-0 |
| 9    | 2022年5月9日  | ISBN 978-4-06-527629-7 |
| 10   | 2022年10月7日 | ISBN 978-4-06-529281-5 |
| 11   | 2023年3月9日  | ISBN 978-4-06-530837-0 |
| 12   | 2023年7月7日  | ISBN 978-4-06-532074-7 |
| 13   | 2024年1月9日  | ISBN 978-4-06-534153-7 |
| 14   | 2024年6月7日  | ISBN 978-4-06-535684-5 |
| 15   | 2024年12月9日 | ISBN 978-4-06-537699-7 |
| 16   | 2025年5月9日  | ISBN 978-4-06-539071-9 |

## 電視動畫
2022年5月6日，宣佈將獲改編為電視動畫。10月5日，宣佈電視動畫定於2023年首播，並公開前導視覺圖、角色視覺圖和主要製作人員陣容；動畫製作公司是MAHO FILM。

### 製作人員
- 原作：三木奈沙
- 導演：柳瀨雄之
- 系列構成：山田由香
- 人物設定：西田美彌子、出口花穂、大場優子
- 動畫製作：MAHO FILM

### 主題曲
片頭曲「Chase Me」
作詞、作曲、編曲、主唱：
片尾曲
作詞：aireen，作曲、編曲：サカイダユーキ，主唱：宮川愛李

### 各話列表
| 話數   | 日文標題 | 中文標題                       | 劇本     | 分鏡       | 演出                       | 作畫監督                                                              | 總作畫監督                            | 首播日期      |
| ------ | -------- | ------------------------------ | -------- | ---------- | -------------------------- | --------------------------------------------------------------------- | ------------------------------------- | ------------- |
| 第1話  |          | 從史萊姆中掉落的人類           | 山田由香 | 柳瀨雄之   | 柳瀨雄之                   | 柳瀨雄之、出口花穂 大場優子、豬瀬愛美 關口雅浩                        | 西田美彌子 出口花穂 大場優子          | 2023年 7月8日 |
| 第2話  |          | 死亡or紅蘿蔔                   | 山田由香 | 森健       | 日下直義 大薮恭平 中澤勇一 | 西田美彌子、大場優子 青木真理子、 木下由美子、 関口雅浩、檜垣彰子     | 西田美彌子 出口花穂 大場優子 舛舘俊秀 | 7月15日       |
| 第3話  |          | 殺光那些黑黑小小的東西         | 岡田邦彦 | 柳瀨雄之   | 粟井重紀                   | 出口花穂、猪瀬愛美 青木真理子、飯飼一幸 關口雅浩、舛舘俊彦 南伸一郎   | 西田美彌子 出口花穂 舛舘俊秀          | 7月22日       |
| 第4話  |          | 搬入新家 在家悠閒度過吧        | 羽良俊馬 | 江島泰男   | 江島泰男                   | 岡野幸男、小倉恭平 柳瀨讓二                                           | 西田美彌子 大場優子                   | 7月29日       |
| 第5話  |          | 好耶 今天輪我當班              | 萬代耕士 | 柳瀨雄之   | 大藪恭平                   | 出口花穗、豬瀨愛美 青木真理子、關口雅浩 服部一郎、南伸一郎            | 出口花穗                              | 8月5日        |
| 第6話  |          | 美女登場                       | 福緒唯   | 大久保富彥 | 大久保富彥                 | 大久保富彦、大场优子 猪濑爱美、樱井木之实 舛馆俊秀                    | 大久保富彥 出口花穗 大場優子 舛館俊秀 | 8月12日       |
| 第7話  |          | 暗潮洶湧的地城爭奪戰           | 岡田邦彥 | 岩本保雄   | 日下直義                   | 出口花穗、豬瀬愛美 粟井重紀、飯飼一幸 樱井木之实、南伸一郎            | 西田美彌子 出口花穗                   | 8月19日       |
| 第8話  |          | 加把勁上吧！給牠好看！瑟莉斯德 | 萬代耕士 | 羽原久美子 | 柳瀨雄之                   | 豬瀨愛美、青木真理子 飯飼一幸、櫻井木之實 關口雅浩、服部一郎          | 西田美彌子 出口花穗                   | 8月26日       |
| 第9話  |          | 久等了！這次輪到伊芙當主角囉   | 萬代耕士 | 柳瀨雄之   | 日下直義                   | 青木真理子、關口雅浩 服部一郎、南伸一郎                               | 西田美彌子 出口花穗                   | 9月2日        |
| 第10話 |          | 艾莉絲登場                     | 福緒唯   | 大藪恭平   | 大藪恭平                   | 大久保富彥、大場優子 豬瀨愛美、飯飼一幸 櫻井木之實、關口雅浩 服部一郎 | 大場優子 舛館俊秀                     | 9月9日        |
| 第11話 |          | 收穫祭來囉！                   | 羽良俊馬 | 杉島邦久   | 神原敏昭                   | 岡野幸男、小倉恭平 清水明日香                                         | 西田美彌子 出口花穗                   | 9月16日       |
| 第12話 |          | 所有人一起才是一支隊伍         | 冈田邦彦 | 柳濑雄之   | 柳濑雄之                   | 柳濑雄之                                                              | 西田美弥子 大场优子                   | 9月23日       |

### BD
| 卷數 | 發賣日期      | 收錄話數       | 規格編號  |
| ---- | ------------- | -------------- | --------- |
| 上   | 2023年10月4日 | 第1話 - 第6話  | BDX-1017S |
| 下   | 2023年11月3日 | 第7話 - 第12話 | BDX-1018S |

### 播映平台
| 播映國家、地區 | 播映平台              | 播映日期              | 播映時間              | 備註  |
| -------------- | --------------------- | --------------------- | --------------------- | ----- |
| 臺灣           | 巴哈姆特動畫瘋        | 2023年7月8日－9月23日 | 星期六 21:30（UTC+8） |       |
| 臺灣           | 中華電信MOD           | 2023年7月8日－9月23日 | 星期六 21:30（UTC+8） |       |
| 臺灣           | Hami Video            | 2023年7月8日－9月23日 | 星期六 21:30（UTC+8） |       |
| 臺灣           | LiTV 線上影視         | 2023年7月8日－9月23日 | 星期六 21:30（UTC+8） |       |
| 臺灣           | MyVideo               | 2023年7月8日－9月23日 | 星期六 21:30（UTC+8） |       |
| 臺灣           | KKTV                  | 2023年7月8日－9月23日 | 星期六 21:30（UTC+8） |       |
| 臺灣           | LINE TV               | 2023年7月8日－9月23日 | 星期六 21:30（UTC+8） |       |
| 臺灣           | Yahoo TV              | 2023年7月8日－9月23日 | 星期六 21:30（UTC+8） |       |
| 臺灣           | friDay影音            | 2023年7月8日－9月23日 | 星期六 21:30（UTC+8） |       |
| 臺灣           | bbTV                  | 2023年7月8日－9月23日 | 星期六 21:30（UTC+8） |       |
| 臺灣           | CATCHPLAY+            | 2023年7月8日－9月23日 | 星期六 21:30（UTC+8） |       |
| 臺灣           | 亂搭                  | 2023年7月8日－9月23日 | 星期六 21:30（UTC+8） |       |
| 香港、澳門     | 木棉花香港YouTube頻道 | 2023年7月8日－9月23日 | 星期六 21:30（UTC+8） | [ 8 ] |

## 外部連結
- 成為小說家吧官方網站（日語）
- 漫畫連載網站（日語）
- 電視動畫官方網站（日語）
- 電視動畫官方的X帳戶（日語）